# Medicinsk undersökning
En medicinsk undersökning är någon av de processer i sjukvård som ingår i medicinsk diagnostik och syftar till att skaffa information om patientens hälsotillstånd. Undersökningen kan bland annat omfatta kontroll av vitala tecken, okulärbesiktning, auskultation eller vävnadsprover.